# Magnus Schjerfbeck
Svante Magnus Schjerfbeck (Jakobstad, 24 luglio 1860 – Helsinki, 8 maggio 1933) è stato un architetto finlandese.
Fratello di Helene Schjerfbeck, si laureò al Politecnico di Helsinki nel 1881 e fu iscritto nello stesso anno come architetto addizionale al National Board of Public Buildings, dove divenne architetto medico nel 1892, primo architetto nel 1899 e t.f. capo architetto 1914.

## Biografia
Schjerfbeck eseguì disegni per, tra le altre cose, le case delle associazioni scientifiche di Helsinki, gli ospedali statali di Joensuu, Sortavala, Kajaani, Tampere, Kuopio e Vyborg, le cliniche universitarie a Helsinki, gli ospedali municipali di Oulu e Helsinki, il sanatorio Nummela di Röykkä e Porvoo sanatorio così come edifici scolastici ed edifici privati. Disegnò anche il memoriale eretto sui bastioni di Korsholm nel 1894. Chiamato membro del comitato per il restauro della cattedrale di Turku, fece due proposte per il restauro della chiesa. Dal 1881 è stato insegnante di disegno, composizione silenziosa e ornamentale presso la Scuola d'arte, design e architettura della Università Aalto.